# Cor Hendriks
Cor Hendriks (Gorcum, 29 de diciembre de 1934-21 de enero de 2016) fue un futbolista neerlandés que jugaba en la demarcación de defensa.

## Biografía
Después de formarse como futbolista en el Sparta de Róterdam, finalmente debutó con el primer equipo en 1954. Jugó en el club durante siete años, haciéndose con la Copa de Holanda en 1958, y con la Eredivisie en la temporada 1958/59. En 1961 dejó el club para fichar por el Excelsior Rotterdam, donde jugó por otros cuatro años más, retirándose finalmente en 1964.
Falleció el 21 de enero de 2016 a los 81 años de edad.

## Clubes
| Club                | País         | Año         |
| ------------------- | ------------ | ----------- |
| Sparta de Róterdam  | Países Bajos | 1954 - 1961 |
| Excelsior Rotterdam | Países Bajos | 1961 - 1964 |

## Palmarés

### Campeonatos nacionales
| Título          | Club               | País         | Año  |
| --------------- | ------------------ | ------------ | ---- |
| Eredivisie      | Sparta de Róterdam | Países Bajos | 1959 |
| Copa de Holanda | Sparta de Róterdam | Países Bajos | 1958 |